# بريط حليمي
بريط حليمي (الاسم العلمي:Dipcadi papillatum) هو نوع من النباتات يتبع جنس البريط من الفصيلة الهليونية.